# Leicester (New York)
Leicester is een plaats in Livingston County in de Amerikaanse staat New York.
De stad is gelegen in het westen van de county en kent zo'n 2287 inwoners. De plaats is vernoemd naar een van de eerste mensen die er zich kwamen vestigen, Leicester Phelps.
Nabij de stad is er nog een plaats gelegen met de naam Leicester. Dit wordt formeel ook bij de stad gerekend. De plaats werd officieel gesticht in 1802, maar de eerste bewoning dateert van 1789. Voor de stichting werd het gebied bewoond door de Seneca. De stadsgrenzen waren eerst veel verder gelegen dan nu. Maar er ontstonden al vrij snel nieuwe plaatsen binnen de grenzen die zich later afsplitste, Mount Morris in 1813 en York in 1819.
Bij de oostgrens van de stad loopt de rivier de Genesee River.

## Plaatsen in de nabije omgeving
De onderstaande figuur toont nabijgelegen plaatsen in een straal van 20 km rond Leicester.